# Patinação de velocidade nos Jogos Olímpicos de Inverno de 2006 - 500 m feminino
A competição de 500m feminino de patinação de velocidade nos Jogos Olímpicos de Inverno de 2006 foi disputado no dia 14 de fevereiro.

## Medalhistas
| Ouro   | RUS Svetlana Zhurova |
| Prata  | CHN Manli Wang       |
| Bronze | CHN Hui Ren          |

## Resultados
| Pos. | Patinadora             | Tempo   | Dif.   |
| ---- | ---------------------- | ------- | ------ |
|      | RUS Svetlana Zhurova   | 1:16.57 |        |
|      | CHN Manli Wang         | 1:16.78 | 0.21s  |
|      | CHN Hui Ren            | 1:16.87 | 0.30s  |
| 4    | JPN Tomomi Okazaki     | 1:16.92 | 0.35s  |
| 5    | KOR Sang Hwa Lee       | 1:17.04 | 0.47s  |
| 6    | GER Jenny Wolf         | 1:17.25 | 0.68s  |
| 7    | CHN Beixing Wang       | 1:17.27 | 0.70s  |
| 8    | JPN Sayuri Osuga       | 1:17.39 | 0.82s  |
| 9    | JPN Sayuri Yoshii      | 1:17.43 | 0.86s  |
| 10   | ITA Chiara Simionato   | 1:17.68 | 1.11s  |
| 11   | USA Jennifer Rodriguez | 1:17.70 | 1.13s  |
| 12   | NED Annette Gerritsen  | 1:18.09 | 1.52s  |
| 13   | CHN Aihua Xing         | 1:18.35 | 1.78s  |
| 14   | NED Sanne van der Star | 1:18.59 | 2.02s  |
| 15   | JPN Yukari Watanabe    | 1:18.65 | 2.08s  |
| 16   | CAN Shannon Rempel     | 1:18.85 | 2.28s  |
| 17   | USA Amy Sannes         | 1:18.89 | 2.32s  |
| 18   | KOR Seung-Yong Choi    | 1:19.02 | 2.45s  |
| 19   | GER Judith Hesse       | 1:19.03 | 2.46s  |
| 20   | KOR You Lim Kim        | 1:19.25 | 2.68s  |
| 21   | CAN Kerry Simpson      | 1:19.34 | 2.77s  |
| 22   | CAN Krisy Myers        | 1:19.43 | 2.86s  |
| 23   | USA Elli Ochowicz      | 1:19.48 | 2.91s  |
| 24   | GER Pamela Zoellner    | 1:19.56 | 2.99s  |
| 25   | KOR Bo Ra Lee          | 1:19.73 | 3.16s  |
| 26   | CAN Kim Weger          | 1:19.99 | 3.42s  |
| 27   | BLR Svetlana Radkevich | 1:20.36 | 3.79s  |
| 28   | USA Chris Witty        | 1:20.69 | 4.12s  |
| 29   | RUS Yulia Nemaya       | 1:52.39 | 35.82s |
| -    | NED Marianne Timmer    | DQ      | DQ     |

Legenda
| Recorde mundial      | Recorde mundial (World record)               |                       | Recorde africano                      | Recorde africano (African) |                                           | Q | Classificado por posição (Qualified) |
| Recorde olímpico     | Recorde olímpico (Olympic record)            | Recorde da América    | Recorde da América (Americas)         | q                          | Classificado por melhor tempo (Qualified) |   |                                      |
| Melhor marca do ano  | Melhor marca do ano (World leading)          | Recorde asiático      | Recorde asiático (Asian)              | DNS                        | Não largou (Did not start)                |   |                                      |
| Recorde nacional     | Recorde nacional (National record)           | Recorde europeu       | Recorde europeu (European)            | DNF                        | Não terminou (Did not finish)             |   |                                      |
| Recorde pessoal      | Recorde pessoal do atleta (Personal best)    | Recorde da Oceania    | Recorde da Oceania (Oceania)          | DSQ / DQ                   | Desclassificado (Disqualified)            |   |                                      |
| Recorde da temporada | Recorde da temporada do atleta (Season best) | Recorde sul-americano | Recorde sul-americano (South America) | NM                         | Sem marca (No mark)                       |   |                                      |